# Stazione di Bau Pressiu
La stazione di Bau Pressiu fu una fermata ferroviaria situata lungo la ferrovia Siliqua-San Giovanni Suergiu-Calasetta, nel territorio comunale di Narcao.

## Storia
La storia della fermata si ricollega a quella della costruzione della diga di Bau Pressiu, edificata negli anni sessanta al confine tra i comuni di Nuxis e Narcao: per consentire alle maestranze impegnate nei lavori di realizzazione dello sbarramento di raggiungere in treno i cantieri, le Ferrovie Meridionali Sarde istituirono a ridosso della casa cantoniera 11 della Siliqua-Calasetta una fermata a richiesta, attivata il 12 dicembre 1960.
L'impianto venne utilizzato per i successivi sette anni, finché i lavori per la diga (destinata a occupare il sedime ferroviario) portarono alla chiusura del tronco Siliqua-Narcao e di conseguenza della fermata a partire dal 13 luglio 1968. Per la struttura si trattò di una chiusura definitiva a prescindere dalle sorti del resto della linea (poi dismessa nel 1974), visto che il progetto della mai realizzata variante della ferrovia a Bau Pressiu avrebbe aggirato a nord l'impianto.

## Strutture e impianti
La fermata era impresenziata e comprendeva esclusivamente il binario di corsa, a scartamento da 950 mm, affiancato da una banchina costruita in occasione dell'attivazione dell'impianto. Nell'area era ubicata inoltre una preesistente casa cantoniera, di cui permangono i ruderi in loco.

## Movimento
La struttura fu utilizzata esclusivamente per il servizio viaggiatori, venendo servita dai treni delle Ferrovie Meridionali Sarde che prevedevano la sosta solo su richiesta.